# Ы̌
Cette page contient des caractères spéciaux ou non latins. S’ils s’affichent mal (▯, ?, etc.), consultez la page d’aide Unicode.
Ы̌ (minuscule : ы̌), appelé iérou caron, est une lettre additionnelle de l’alphabet cyrillique utilisée en doungane par certains auteurs. Elle est composée du iérou ‹ Ы › diacrité d’un caron.

## Utilisations
En doungane, certains auteurs utilisent les accents sur les voyelles pour indiquer les tons, dont le iérou caron cyrillique ‹ ы̌ ›.

## Représentation informatique
Le iérou caron peut être représenté avec les caractères Unicode suivants (cyrillique, diacritiques) :
| formes    | représentations | chaînes de caractères | points de code | descriptions                                        |
| --------- | --------------- | --------------------- | -------------- | --------------------------------------------------- |
| capitale  | Ы̌               | Ы◌̌                    | U+042B U+030C  | lettre majuscule cyrillique iérou diacritique caron |
| minuscule | ы̌               | ы◌̌                    | U+044B U+030C  | lettre minuscule cyrillique iérou diacritique caron |